# Washback
 (juillet 2025).
Motif : Pas d'interwiki, pas de note. Article pour le wiktionnaire ?
- Archive Wikiwix
- Bing
- Cairn
- DuckDuckGo
- E. Universalis
- Gallica
- Google
- G. Books
- G. News
- G. Scholar
- Persée
- Qwant
- (zh) Baidu
- (ru) Yandex
- (wd) trouver des œuvres sur Wikidata

| 1. | Préciser le motif de la pose du bandeau. | Précisez le motif de la pose du bandeau en utilisant la syntaxe suivante : {{admissibilité à vérifier\|date=juillet 2025\|motif=remplacez ce texte par le motif}}             |
| 2. | Informer les utilisateurs concernés.     | Pensez à avertir le créateur de l'article, par exemple, en insérant le code ci-dessous sur sa page de discussion : {{subst:avertissement admissibilité à vérifier\|Washback}} |

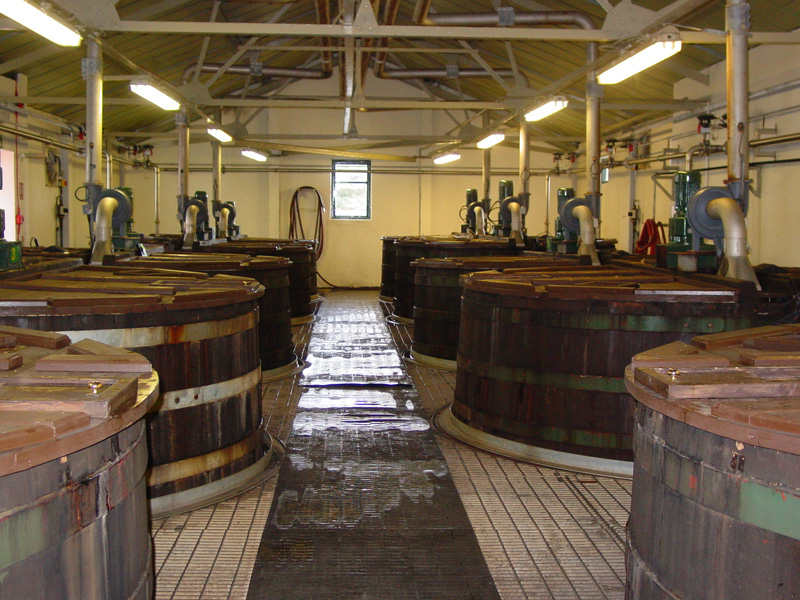
salle des washback dans une distillerie de whisky

Le washback ou le fermenting vat est un récipient qui permet le mélange du wort et de la levure.
La fermentation du wort a lieu dans ce récipient communément fabriqué en pin d'Oregon ou en inox : on obtient un liquide alcoolisé similaire à la sour beer, appelé le Wash. Il titre alors entre 5° et 8° d'alcool.